# René Schuster
René H. Schuster (* 17. Dezember 1961 in New York City, Vereinigte Staaten) ist ein deutscher Manager. Von Juni 2009 bis Ende Januar 2014 war er Vorsitzender der Geschäftsführung der Telefónica Germany GmbH & Co. OHG.

## Werdegang
Schuster wurde als Sohn deutscher Eltern in New York geboren. Er studierte Elektrotechnik an der San Diego State University und arbeitete anschließend als Entwicklungsingenieur bei der Robert Bosch GmbH.
Nach seinem Abschluss als Master of Business Administration an der University of La Verne war Schuster von 1996 bis 2000 für das Beratungsunternehmen KPMG tätig. Von 1999 bis 2004 arbeitete er für Hewlett-Packard, wo er die Übernahme von Compaq mit auf den Weg brachte. Von 2004 bis 2006 leitete Schuster das weltweite Marketing der Vodafone Group in London. Anschließend wurde er Geschäftsführer des Personaldienstleisters Adecco in Großbritannien und Irland.
Ab Juni 2009 war er Vorsitzender der Geschäftsführung der Telefónica Germany GmbH & Co. OHG. Ende Januar 2014 gab das Unternehmen bekannt, dass Schuster das Unternehmen zum 31. Januar 2014 verlassen werde.
Schuster ist verheiratet und hat zwei Kinder.